# Trinkwasserinstallation
Als Trinkwasserinstallation wird das gesamte Kalt- und Warmwassersystem für Trinkwasser  innerhalb eines Gebäudes von der Wasserhauseinführung (bzw. dem Hauswasserzähler) und der letzten Mischbatterie bezeichnet. Sie ist in der Regel an das öffentliche Trinkwassernetz angeschlossen.
Die gesundheitliche Unbedenklichkeit von Wasserleitungen und Armaturen zur Verwendung mit Trinkwasser werden in Deutschland seit 2012 durch das Umweltbundesamt bewertet. Die ehemalige KTW-Leitlinie und Beschichtungsleitlinie wurden im März 2021 außer Kraft gesetzt.

## Begriffsdefinition und -verwendung
Der Begriff Trinkwasserinstallation (bzw. in der Schreibweise Trinkwasser-Installation) ist in § 2 der Trinkwasserverordnung definiert  als „die Gesamtheit der Rohrleitungen, Armaturen und Apparate, die sich zwischen dem Punkt des Übergangs von Trinkwasser aus einer Wasserversorgungsanlage an den Nutzer und dem Punkt der Entnahme von Trinkwasser befinden.“ Er wird daneben verwendet im Arbeitsblatt W 551 Trinkwassererwärmungs- und Trinkwasserleitungsanlagen, Technische Maßnahmen zur Verminderung des Legionellenwachstums, Planung, Errichtung, Betrieb und Sanierung von Trinkwasser-Installationen des DVGW e. V.

## Ausführung
Um das Wachstum von Keimen in der Wasserleitung zu vermeiden, sollte die Druckprobe von Trinkwasserleitung mit inerten Gasen ausgeführt werden. Sofern die Druckprobe mit Wasser durchgeführt wird, ist die Rohrleitung anschließend zu trocknen oder ungefähr alle sieben Tage mit Wasser zu spülen.

## Legionellen-Problem

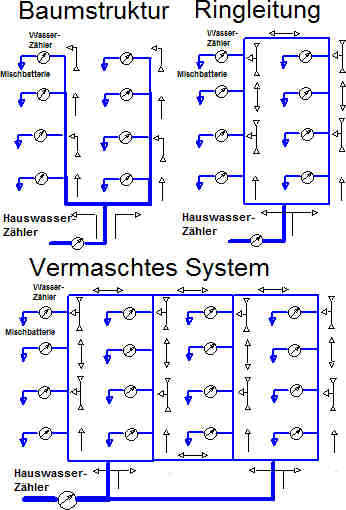
Trinkwasserinstallation für Mehrfamilienhäuser

Das Problem der Legionellen in der Trinkwasserinstallation wurde durch die Novellierung der deutschen Trinkwasserverordnung ab 2011 und der Neufassung der DIN-DVGW-Norm 1988 zu einem wichtigen Thema.
Zentrale Trinkwassererwärmungsanlagen in Mehrfamilienhäusern müssen seitdem auf 60 °C gehalten werden. 30 Sekunden nach dem Öffnen einer Armatur darf die Kaltwassertemperatur 25 °C nicht überschreiten und die Warmwassertemperatur 55° nicht unterschreiten. Letzteres gilt nicht für Ein- und Zweifamilienhäuser. Es wird aber eine Mindest-Warmwassertemperatur von 50 °C empfohlen. 
Seit Februar 2012 wird in der DIN 1988 Teil 300 sowohl für die Kaltwasser- als auch für die Warmwasser-Installationen anstelle einzelner Stichleitungen die Verlegung einer Ringleitung als Stockwerksleitung empfohlen, damit es an wenig genutzten Entnahmestellen zu keiner Stagnation kommt.

## Rohrdämmung
Sowohl Warmwasser- wie auch Kaltwasserleitungen sind in der Regel zu dämmen.
Die für Warmwasserleitungen vorgeschriebenen Dämmstärken reduzieren sich auf rund die Hälfte, wenn die Leitung durch beheizte Räume geführt wird. Bei wenig genutzten Warmwasser-Stichleitungen empfiehlt es sich sogar, auf eine Wärmedämmung zu verzichten, damit sich die Rohrleitung nach Benutzung schneller auf eine Temperatur unterhalb der für das Wachstum von Legionellen kritischen 25° abkühlt.
Zur Dämmung von Kaltwasserleitung wird oft ein wenige Millimeter starker Dämmschlauch verwendet. Dieser verhindert eine Kondensatbildung an der bei Durchfluss bis auf rund 10° abgekühlten Rohrwandung und vermeidet zugleich, dass sich das in der Leitung stehende Wasser auf deutlich über 20° erwärmen kann, was zu einer Vermehrung der Legionellen führen würde.  

## Hausanschluss
Die öffentliche Leitung (der "Hausanschluss") schließt mit der Wasserzähleranlage nach DIN 18012 (Haus-Anschlusseinrichtungen in Gebäuden) ab. In Strömungsrichtung besteht die Wasserzähleranlage in der Regel aus Absperrarmatur, Rohrstück als Vorlaufstrecke, Wasserzähler mit Wasserzählerbügel, Ein- und Ausbaustück, zweite Absperrarmatur und Rückflussverhinderer (die letzteren beiden auch in Kombination als KFR-Ventil). Unmittelbar nach dem Wasserzähler beginnt die "Kundenanlage".
Es wird empfohlen unmittelbar nach der Wasserzähleranlage einen Wasserfilter vorzusehen. Dieser schützt insbesondere auch einen im Leitungsverlauf installierten Druckminderer.
Der Druckminderer wird nach dem Ansprechdruck des Sicherheitsventils ausgewählt, welches in der Regel am Kaltwasseranschluss (Zulauf) eines Warmwasserspeichers montiert wird und bei einem Druck von 6, 8 oder 10 bar öffnet.
Ein Druckminderer ist erforderlich, wenn der Ruhedruck (Versorgungsdruck) am Hausanschluss 80 % des Ansprechdrucks des Sicherheitsventils übersteigt. Der Druckminderer gleicht auch einen schwankenden Versorgungsdruck aus und kann Strömungsgeräusche sowie die Belastung der Hausanlage reduzieren.
Der Druckminderer soll jährlich inspiziert und alle ein bis drei Jahre gewartet werden.

## Kleinstmögliche Rohrdurchmesser
Das Ziel der Berechnung ist unter Ausnutzung des maximal zulässigen Druckverlustes für jede Gebäudeart die „kleinstmöglichen Rohrdurchmesser“ zu finden. Die deutsche Ergänzungsnorm zur DIN EN 806 ist die DIN 1988 Teil 300. Zur Berechnung der Rohrdurchmesser legt sie für Gebäude mit Wohnungen, Seniorenheime, Hotels, Krankenhäusern, Schulen und Pflegeheime unterschiedliche Gleichzeitigkeitsfaktoren fest.
Dem gleichen Zweck dient auch die Aufteilung der Wohnungen in mehrere „Nutzungseinheiten“ wobei für jede davon maximal zwei Entnahmestellen berücksichtigt werden. Nach einem neuen Verfahren werden nach DIN 1988 Teil 300 auch die Rohrdurchmesser eines zusätzlichen Zirkulationssystems für die zentrale Warmwasserbereitung berechnet. Diese Methode führt gegenüber der bisherigen Auslegung nach DVGW-Arbeitsblatt W 553 zu geringeren Volumenströmen.

## Begrenzung des Bakterienwachstums bei Stagnation
Die DIN 1988-100 begrenzt die Länge von Stichleitungen ohne regelmäßige Wasserentnahme auf den zehnfachen Rohrdurchmesser. Überwiegend genutzte Entnahmestellen wie WCs sollen möglichst am Ende einer Stichleitung angeordnet werden. 
Die DIN 1988-200 begrenzt das Volumen von Einzelzuleitungen zu Entnahmearmaturen auf 3 Liter. 
Warmwasserleitungen mit mehr als 3 Liter Volumen sind mithilfe einer Zirkulationsleitung zu durchströmen oder durch eine Rohrbegleitheizung auf Temperatur zu halten.
Nach DIN 1988-200 Punkt 9.7.2.4 und DVGW W 551 Punkt 5.2.1 können dezentrale (Durchfluss-)Trinkwassererwärmer ohne weitere Anforderungen betrieben werden,
wenn das Leitungsvolumen der angeschlossenen Warmwasserleitung 3 Liter nicht übersteigt. Auch auf die Dämmung dieser Leitung kann verzichtet werden.

## Eigenversorgungsanlage
Die Errichtung einer Eigenversorgungsanlage zur Nutzung von Regenwasser, Brunnenwasser, Grauwasser oder Schichtenwasser ist dem zuständigen Wasserversorgungsunternehmen anzuzeigen.
Häufig ist zusätzlich eine (Teil-)Befreiung vom Anschluß- bzw. Benutzungszwang zu beantragen.
Nach Trinkwasserverordnung, DIN EN 1717 und DIN 1988-100 darf keine direkte Verbindung zum öffentlichen Trinkwassernetz bestehen, die einen Übertritt des Wassers aus privaten Anlagen in die öffentliche Hausanschlussleitung erlaubt, auch nicht nur vorübergehend oder provisorisch. Weder die Schiebertrennung noch die Verwendung eines Rohrtrenners ist möglich.
Eine Trinkwassernachspeisung ist nur als freier Auslauf nach DIN 1988-100 bzw. DIN EN 1717 oberhalb der Rückstauebene gestattet. Sie darf nicht direkt in Zisterne oder sonstigem Wassertank angeordnet sein und die Stagnation in der Zulaufleitung ist zu verhindern.
Die Rohrleitungen für Trinkwasser- und Eigenversorgung sind nach DIN 1988-100 und DIN 1988-200 farblich unterschiedlich zu kennzeichnen. Leitungen der Eigenwasserversorgung sind mit der Aufschrift "Kein Trinkwasser", "Brauchwasser", "Regenwasser" oder ähnlich zu kennzeichnen.
Bei Hauptabsperreinrichtung oder Hauptwasserzähler ist ein Hinweisschild nach DIN EN 806 Teil 2 vorzusehen, das auf die Eigenversorgungsanlage hinweist.
Es wird empfohlen, die (versehentliche) Wasserentnahme durch Kinder oder fremde Personen zu erschweren, indem etwa die Armaturen verschlossen oder die Bediengriffe abgenommen werden.
Wasserspeicher bestehen heute häufig aus Kunststoff; wenn sie als Zisterne im Erdreich versenkt werden, auch aus Beton. Insbesondere Zisternen aus Kunststoff sind gegen das Aufschwimmen durch drückendes Wasser in Form von Regenwasser, Grundwasser oder durch Überflutung zu sichern.

## Verordnungen, Richtlinien, Regelwerke
- Trinkwasserverordnung (TrinkwV)[10]
- VDI-Richtlinie VDI 6023 (Ausgabe 9/2023) – "Hygiene in Trinkwasser-Installationen" (Anforderungen an Planung, Ausführung, Betrieb und Instandhaltung; u. a. zur Austauschquote)
- DIN EN 806 – "Technische Regeln für Trinkwasserinstallationen" Teile 1–5; in Deutschland zuzüglich der nationalen Ergänzungsnorm DIN 1988
- DIN 1988 – "Technische Regeln für Trinkwasser-Installation (TRWI)", Technische Regel des DVGW, nationale Ergänzungsnorm zur DIN EN 806, Teile 100, 200, 300, 500 und 600:
  - DIN 1988 – Teil 100 · Ausgabe 8.2011 · Schutz des Trinkwassers, Erhaltung der Trinkwassergüte
  - DIN 1988 – Teil 200 · Ausgabe 5.2012 · Installation Typ A (geschlossenes System) – Planung, Bauteile, Apparate, Werkstoffe (Die Norm beschreibt die Technischen Regeln für die Planung und Ausführung von Trinkwasser-Installationen in Gebäuden und Grundstücken.)
  - DIN 1988 – Teil 300 · Ausgabe 5.2012 · Ermittlung der Rohrdurchmesser (Die Norm enthält deutsche Ergänzungsfestlegungen zu DIN EN 806 und gilt in Verbindung mit den Europäischen Normen.)[11]
  - DIN 1988 – Teil 500 · Ausgabe 5.2021 · Druckerhöhungsanlagen mit drehzahlgeregelten Pumpen
  - DIN 1988 – Teil 600 · Ausgabe 7.2021 · Trinkwasser-Installationen in Verbindung mit Feuerlösch- und Brandschutzanlagen (Die Norm trifft Festlegungen für die Planung, Einrichtung, den Betrieb, die Änderung und Instandhaltung der Trinkwasserleitung von der Anschlussstelle bis zur Übergabestelle an die Feuerlösch- und Brandschutzanlage. Außerdem trifft sie Festlegungen zu Unter- und Überflurhydrantensystemen auf Grundstücken im Anschluss an Trinkwasser-Installationen.)

Wasserversorgungsunternehmen fordern in der Regel, dass zugelassenen Installationsbetrieben neben den oben genannten DIN EN 806 und DIN 1988 auch folgende Richtlinien vorliegen:
- DIN EN 1717
- DIN 4109
- Verordnung über allgemeine Bedingungen für die Versorgung mit Wasser (AVB Wasser V)[13]
- DVGW Arbeitsblätter
  - W 551 „Trinkwassererwärmungs- und Trinkwasserleitungsanlagen“
  - W 553 „Bemessung von Zirkulationssystemen in zentralen Trinkwassererwärmungsanlagen“
  - W 555 „Nutzung von Regenwasser (Dachablaufwasser) im häuslichen Bereich“
- Bewertungsgrundlage für metallene Werkstoffe im Kontakt mit Trinkwasser und UBA-Positivliste der trinkwasserhygienisch geeigneten metallenen Werkstoffe
- Landesbauordnung

Empfohlen wird, dass zusätzlich folgende Schriften zur Verfügung stehen:
- Kommentar zur Trinkwasser-Installation DIN EN 806; DIN EN 1717 und DIN 1988 Teile 100 – 600
- DVGW Arbeitsblatt GW 2 „Verbinden von Kupferrohren für die Gas- und Wasser-Installation innerhalb von Grundstücken und Gebäuden“
- Berufsgenossenschaftliche Vorschriften
  - BGV A 1 Allgemeine Vorschriften
  - BGV A 5 Erste Hilfe
  - BGV C 22 Bauarbeiten
- Publikationen des Zentralverband Sanitär Heizung Klima
  - ZVSHK-Betriebsanleitung „Trinkwasser-Installation DIN 1988 (TRWI)“
  - ZVSHK-Handbuch „Sanitärtechnik-Rohrleitungsbau“
- "twin"-Blätter (Schriftenreihe des DVGW mit Informationen zur Trinkwasser-Installation)

## Zugelassene Installationsunternehmen
Die Wasserwerke führen eine Liste zugelassener Installationsbetriebe (auch Vertragsinstallateur oder Vertragsinstallationsunternehmen, VIU), denen es gestattet ist, neue Installationen in Betrieb zu nehmen und größere Änderungen an bestehenden Trinkwasserinstallationen vorzunehmen. Neben der fachlichen Eignung wird zudem überprüft, ob im Betrieb die erforderliche Mindestausrüstung vorhanden ist. Dazu gehören:
- die im Abschnitt Richtlinien genannten Dokumenten
- Kombinationsprüfgerät für die Vor- und Hauptprüfung der Trinkwasserleitung
- Überbrückungsleitung (flexible Kupferleitung nach DIN 46440, 16 mm² und 3 m lang oder 25 m² und 10 m lang, inkl. Anschlussklemmen) für metallene Hausanschlussleitungen, die nicht über die Potentialausgleichschiene oder einen Wasserzählerbügel ausreichend geerdet sind
- Werkzeuggarnitur zur Verarbeitung von mindestens einem zugelassenen Rohrsystem in der Trinkwasser-Installation
- Spülgerät zum Spülen der Trinkwasserleitung nach DIN EN 806-4, DIN 1988 und dem ZVSHK-Merkblatt "Spülen, Desinfizieren und Inbetriebnahme von Trinkwasser-Installationen"
- Sonstiges fachspezifisches Werkzeug